# Borghild Arnesen
Borghild Arnesen, född 1872, död 1950, var en norsk målare och ciselör, som var mest känt för smideskonst.
Arnesen föddes 30 april 1872 i Sarpsborg. Hon var dotter till organisten Hans Adolf Arnesen. Som 20-åring flyttade hon till Kristiania för att studera på den Kungliga Tegneskole. Därefter studerade hon på Harriet Backer och Asta Nørregaards målarskola i ett år . 1895 flyttade hon till Paris för att studera på Académie Delecluse. Under ett studieuppehåll i Rom 1898 blev hon intresserad av smideskonst. Från ca. 1900 gick hon i lära hos den franska emaljkonstnären Armand Point i Fontainebleau, utanför Paris. Något år efter att hon började som student av Point, hade hon sina första smideskonst utställningar i Paris och Oslo. Bortsett från några korta vistelser i Oslo, levde Borghild i Frankrike merparten. Först i närheten av Paris fram till 1930, och senare i Nice.
Det är först och främst smideskonst som Borghild är känd för i Skandinavien och Frankrike.Materialet som användes var ofta försilvrat koppar, och hennes verk skapats med olika teknikker, som ciselering och cuivre repoussée. Hon gjorde ofta bruksföremål som skrin, toalettartiklar, fat, och ramar. Hon hade flera separat- och kollektivutställningar i loppet av karriären. På Thielska galleriet i Stockholm finns bland annat en kaffe- och teservis i silver på utställning.1907 gjorde Arnesen kalk, en åttakantig dopfat, altarstakar samt andra föremål till Frogner kyrka . Nasjonalmuseet har fler av Arnesens verk i sin samling.

## Inspirationskällor
Arnesen hämtade inspiration till sina verk från sagor, religiösa berättelser, böcker och museiobjekt. Hon blev inspirerad av Kiplings Jungelboken och H.C Andersens sagor. Hon var även intresserad i äldre mexikansk konst och teosofi. Verken på Nasjonalmuseet visar Arnesens intresse för religion och mytologi, med teman från Jesus dop och Atlantis, och inspiration från klassisk indisk konst .

## Utställningar i samtiden

### Separatutställningar
- Blomqvists Konsthandel, Oslo, 1903
- Blomqvists Konsthandel, Oslo, 1911
- Blomqvists Konsthandel, Oslo, 1928
- Blomqvists Konsthandel, Oslo, 1946
- Paris, 1903, eget atelier
- Paris, 1904, eget atelier
- Halléns Konsthandel, Stockholm, 1904
- Hamburg, 1905
- Hans Wertheim, Berlin, 1906
- Kunstfor. i Kristiania, 1906
- Gal. Georges Petit, Paris, 1909

### Kollektivutställningar
- Høstutst., 1897-1899
- Høstutst., 1901
- Høstutst., 1904-1905
- Champs de Mars, Paris, 1899
- Världutställningen, Paris, 1900
- Norsk Konstindustri, Kristiania, 1907
- Salonen, Paris, 1923
- Paris, 1927[4][3]

## Utsmyckningar och verk i offentliga samlingar
- Nasjonalmuseet, Oslo (reliefer, dekorative fat och en teckning)[1]
- Frogner kyrka, Oslo (bl.a. en kanna i silver och koppar, åttakantig dopfat i koppar)[5]
- Thielska galleri, Stockholm (kaffe- och teservice i silver)[3]